# Chatham, New Hampshire
Chatham är en kommun (town) i Carroll County i delstaten New Hampshire, USA. Vid folkräkningen år 2010 bodde 337 personer på orten. Den har enligt United States Census Bureau en area på totalt 148,2 km² varav 1,3 km² är vatten.